# Chapim-preto-de-asa-branca
Chapim-d'asa-branca ou chapim-preto-de-asa-branca (Melaniparus leucomelas) é uma ave passeriforme da família Paridae. É encontrado na África central, de Angola até a Etiópia. Quanto a sua coloração, é principalmente preto, com excepção de uma parte branca nas asas.